# Тчув
 Тази статия е за селото в Полша.  За общината вижте Тчув (община).  
Тчув (на полски: Tczów) е село в Мазовско войводство, източна Полша, административен център на община Тчув. Населението му е 627 души (2011 г.).
Разположено е на 163 m надморска височина в Средноевропейската равнина, на 9 km западно от Зволен и на 105 km южно от Варшава.